# Ctenopharyngodon idella
Carpe de roseau, Amour blanc
Genre
Espèce
Statut de conservation UICN

 LC  : Préoccupation mineure
Ctenopharyngodon idella, communément appelé Carpe de roseau, Carpe herbivore, Carpe amour (car originaire du fleuve Amour), Amour blanc ou Carpe chinoise, est l'une des cinq espèces de carpes qui se rencontrent en Asie (les autres étant la carpe à grosse tête, la carpe argentée, la carpe miroir et la carpe noire). On l'y trouve naturellement (autochtone) dans le sud-est de la Russie et le nord-ouest de la Chine, mais elle a été également, souvent récemment, introduite par l'homme dans un grand nombre d'autres pays (selon la FAO, en 1988, ce poisson avait déjà été introduit, volontairement, dans 139 pays). On a longtemps faussement cru qu'il ne pouvait pas se reproduire hors de son aire naturelle de répartition et on y a donc prêté peu d'attention, mais ceci s'est révélé faux ; l'espèce s'est révélée invasive, tout comme les autres carpes asiatiques introduites de par le monde. Selon une étude de 2014 ayant comparé la gravité des impacts écosystémiques et économiques de 40 espèces de poissons exotiques introduits en Europe, la Carpe Amour a été classée en seconde position, confirmant les résultats similaires d'une étude américaine.

## Description
- Taille : 2 m (maximum)
- Poids : le plus fort poids connu est 181 kg ; généralement, le poids maximum avoisine 30 à 36 kg dans leur environnement d'origine[7]
- Âge : 30 ans (maximum)[8] ; moyenne 11 ans[9].

Sa croissance est extrêmement rapide, avec de jeunes individus de 20 cm de long au printemps atteignant plus de 45 cm à l'automne ; elle peut dépasser un gain de taille de 2,5 mm/jour et en poids 14,9 g/jour. Le rythme de croissance diminue toutefois fortement à partir de la quatrième année. 
La température et le rythme de croissance sont déterminants pour la taille et l'âge auxquels cette carpe devient sexuellement mature, et influent largement sur le comportement de l'adulte. Plus la saison de croissance est longue et plus la nourriture est abondante, plus la maturation est précoce. 

## Reproduction
La maturité sexuelle est atteinte entre quatre et neuf ans d'âge, pour un poids moyen de 4,5 kg et une longueur de 63 à 67 cm selon la latitude.
Les jeunes tendent à rester dans la partie aval des rivières et migrent vers l'amont une fois adultes.
Au début des années 1980, on pense que dans la nature, cette carpe herbivore fraye dans les rivières à courant rapides et que ses œufs, à peine plus denses que l'eau, se développent tout en dérivant vers l'aval, maintenus en suspension par les turbulences. Comme chez la plupart des espèces, il semble que les œufs ont moins de chances de survivre s'ils coulent sur les fonds vaseux. Pour la carpe chinoise (autre espèces invasive), une modélisation (dite FluEgg pour Fluvial Egg Drift Simulator) a montré que les turbulences pouvaient transporter les œufs ; ce type de modélisation cherche à déterminer les conditions hydrodynamiques critiques pour l'espèce (en termes de vitesse d'écoulement, profondeur, vitesse de cisaillement, turbulences...) pour maintenir les œufs en suspension, ce qui permettrait d'aider à identifier les zones de frai de carpes asiatiques et faciliter un meilleur contrôle de l'invasivité de l'espèce dans les rivières ou les plans d'eau (où le vent peut parfois induire des courants significatifs).

## Habitats
Ctenopharyngodon idella affectionne plutôt les eaux calmes (lacs, étangs, grandes rivières et leurs bras morts), préférant les grands plans d'eau à écoulement lent ou stagnant, riches en végétation.
Ce cyprinidé est très tolérant vis-à-vis de la température de l'eau qui peut varier de 0 à 38 °C et sur la quantité d'oxygène dissout (mini 0,5 ppm). 

## Alimentation
Majoritairement herbivore pour l'adulte (qui mange des plantes aquatiques supérieures et de la végétation terrestre submergée) [1]), ce poisson se nourrit aussi de détritus, d'insectes et d'autres invertébrés.
Chaque jour, selon l'âge, il peut absorber l'équivalent de son propre poids et plus. Sa nourriture préférée serait l'Hydrilla (Hydrilla verticillata) mais ses préférences varient en fonction de sa taille, la température, la texture de la plante et l'accessibilité de la nourriture.
Dans son habitat originel et dans ses deux premières années de vie, Ctenopharyngodon idella peut migrer sur 500 km. Dans le Mississippi, cette espèce a été observée sur des migrations atteignant 1 700 km ; et à plus de 2 700 km de l'endroit de déversement 16 ans après l'apport de stock.

## Risques sanitaires, impacts écologiques et invasivité
L'espèce a largement été utilisée dans le monde pour lutter contre les pullulations de végétaux favorisées par l'eutrophisation générale des eaux polluées par les engrais agricoles et les effluents urbains, industriels et d'élevages. Elle était supposée avoir besoin pour se reproduire de courants suffisamment oxygénés et turbulents (que l'on reproduit en pisciculture). 
Cependant on sait qu'elle a frayé et établi des populations autoreproductrices dans au moins six des grandes rivières de l'hémisphère nord où elle a été introduite accidentellement ou volontairement. En Floride en 1972, Rose se demande s'il s'agit d'un super poisson ou d'une super malédiction.
Lors de tempêtes avec grandes inondations, elle peut s'échapper de pisciculture ou des fleuves et rivières pour atteindre des mares et étangs où elle peut causer d'importants dégâts sur les herbiers aquatiques. En 1979, on sait que cette carpe se reproduit dans le fleuve Tone-gawa dans l'est du Japon, mais aussi dans certains étangs (dans cette région de grandes inondations peuvent suivre le passage des typhons). 
En 1985, Rowe & Schipper estimaient que son apparente incapacité à établir des populations pérennes dans certaines rivières de Nouvelle-Zélande autres que celles où elle a été volontairement introduite suggère que cette espèce a des besoins de reproduction assez spécifiques, encore à préciser. 
- Aux États-Unis où l'espèce a été introduite en 1963 pour tenter de contrôler la pullulation de plantes aquatiques dans certains étangs et lacs eutrophisés ou dystrophes, on s'inquiète rapidement d'éventuelles capacités d'invasivité[18], d'autant que Hogg dès 1976 a classé la carpe Amour parmi les deux espèces les plus destructives pour les herbiers et plantes subaquatiques (qui produisent de l'oxygène mais aussi abritent de nombreuses espèces d'alevins et d'invertébrés et jouent un rôle pour la clarification de l'eau)[19]. Ce poisson n'était pas censé pouvoir se reproduire dans tous les États de la région des Grands Lacs car les lâchers de femelles fertiles y ont été interdits, l'espèce s'étant rapidement montré invasive et posant « un risque important pour le biote indigène »[20]. Il y a cependant des preuves de reproduction naturelle dans la rivière Sandusky et quelques individus reproductivement viables ont été capturés dans le lac Érié[20]. « La ploïdie de 60 individus a été déterminée dans cet échantillonnage, et 86,7 % des carpes herbivores étaient viables sur le plan de la reproduction (diploïde) »[20]. Cette espèce se déplace sur de grandes distances et de nombreux acteurs sont à mobiliser pour lutter contre ses invasions. En 2020, une analyse décisionnelle collaborative et multipartite (Canada ; États-Unis et plusieurs États et provinces dont les États du Michigan et de l'Ohio) a été faite pour aider les décideurs à fixer les objectifs et des mesures de contrôle et de gestion adaptative de cette carpe envahissante dans le lac Érié[21].

- Au Canada un atelier d’expert a publié en 2004 un bilan (provisoire) des risques posés par l’introduction de 3 carpes asiatiques (dont l’amour blanc), en se basant sur les meilleures données alors disponibles en termes de biologie, de vecteurs possibles d’introduction d’œufs, d’alevins ou d’adultes, de risque de survie et de reproduction et de dissémination, ainsi qu'en termes de risques posés par leurs pathogènes, parasites et « compagnons de route » (pouvant aussi devenir invasifs ou problématiques). Les auteurs ont différencié leurs incidences selon que le poisson soit dans son aire naturelle de répartition ou hors de celle-ci (zones d’introduction volontaires ou accidentelles). Ils ont conclu à « un risques d'incidences élevé, au moins dans certaines parties du Canada, y compris le sud du bassin des Grands Lacs »[22] ; selon un autre rapport publié la même année : « La carpe de roseau (Ctenopharyngodon idella) peut être une très grande nuisance écologique dans les eaux canadiennes (...) En altérant les habitats et en entrant en compétition avec d’autres espèces herbivores, la carpe de roseau peut affecter la qualité de l’eau, perturber la flore et la faune aquatiques et nuire à certaines les espèces sauvages. »[1].

- En Europe, l'espèce a été classée en 2014 comme la seconde des « pires » espèces de poisson introduites (parmi 40 espèces) en termes de gravité des impacts (selon des critères d'herbivorie/prédation, de compétition, de transmission de maladies, d'hybridation et d'altération des écosystèmes et de dégâts économiques) de 40 espèces de poissons exotiques introduits en Europe, la Carpe Amour a été classée en seconde position derrière le complexe poisson rouge/Carassius auratus/C. gibelio et devant Pseudorasbora parva, sachant que le score du complexe Carassius auratus/gibelio est à peu près aussi élevé que celui des pires mammifères invasifs en Europe[6], confirmant pour l'Europe les résultats du même type issus d'une étude américaine de 1976[19]. En 2015, une étude, faite sur un nombre limité de prélèvements a conclu que les plus gros individus semblent provenir de pisciculture, mais que des reproductions spontanées se produisent dans les eaux douces d'Europe de l'Ouest[4].

## Introductions
Cette espèce a été introduite dans de nombreux pays du monde. 
Dans l'hémisphère nord, on la trouve maintenant à Taïwan, en Israël, au Japon, aux Philippines, en Inde, en Malaisie, et dans de nombreux pays européens (aux Pays-Bas, en Suisse, en Tchéquie, en Slovaquie, en Croatie, en Serbie, en Slovénie, au Monténégro, en Bosnie- Herzégovine, en Macédoine du Nord, au Danemark, en Suède, en Roumanie, en Pologne, en Italie, en Allemagne, en France et au Royaume-Uni). Elle est présente au Mexique et aux États-Unis, où l'espèce aurait été importée pour la première fois en 1963 (de Taïwan et de Malaisie, pour le compte d'installations aquacoles d'Alabama et d'Arkansas.
En février 2017, la « carpe de roseau » est officiellement répertoriée dans les eaux du Québec (Canada), plus précisément dans le fleuve Saint-Laurent en amont du lac Saint-Pierre et dans certains de ses tributaires,.
On pense que la première introduction en Amérique du Nord a été une évasion accidentelle en 1966 de la station expérimentale de pisciculture du US Fish and Wildlife Service de Stuttgart (Arkansas), suivie d'introductions volontaires à partir de 1969, Par la suite, il y a eu des introductions autorisées, puis illégales ou accidentelles ; dans les années 1970, l'espèce avait été introduite dans 40 États et a depuis été signalée dans 45 des 50 États du pays où on la considère maintenant comme problématique et invasive ; elle fait l'objet d'un plan de gestion national. En 2013 on a de premières preuves de reproduction dans le bassin des Grands Lacs.
Elle est encore utilisée dans de nombreux États pour lutter biologiquement contre de pullulations végétales de plante aquatique indésirable, souvent également introduites,.
Dans l'hémisphère sud, on la trouve désormais en Argentine, au Venezuela, aux îles Fidji, en Nouvelle-Zélande, en Australie et en Afrique du Sud.

## Génétique, hybridation
Depuis le début des années 2010, on dispose de marqueurs génétiques permettant de caractériser le degré d'hybridation introgressive (pollution génétique) de plusieurs espèces de carpes, dont Ctenopharyngodon idella, ce qui permet notamment de quantifier le flux de gènes introduit dans différentes populations de carpes autochtones ou d'autres carpes invasives de divers bassins et sous-bassins. Ces marqueurs peuvent aussi servir à évaluer l'état démographique des groupes par exemple par sous-bassins.

## Utilisations
C'est l'un des poissons les plus fréquemment élevés en aquaculture à travers le monde . Il est consommé cuit à la vapeur, frit ou grillé.
Il a été volontairement introduit dans certains étangs et rivières d'Europe et d'Amérique du Nord pour lutter contre la prolifération de végétaux envahissants, parfois si efficacement qu'il a localement détruit presque toute la flore subaquatique, ce qui, a contrario, le fait considérer comme néfaste pour les écosystèmes dans certains pays.
Il semble ainsi en France largement responsable de la disparition d'herbiers subaquatiques, y compris constitués de plantes classées comme espèces protégées dans les lacs vosgiens.

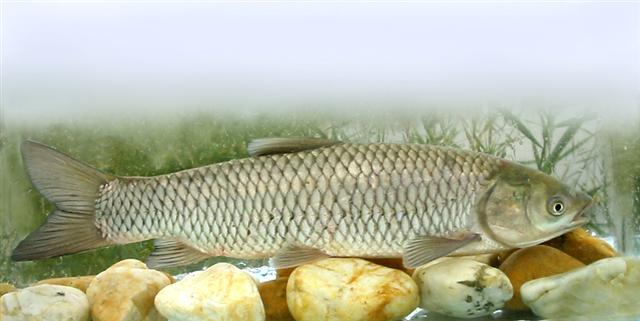
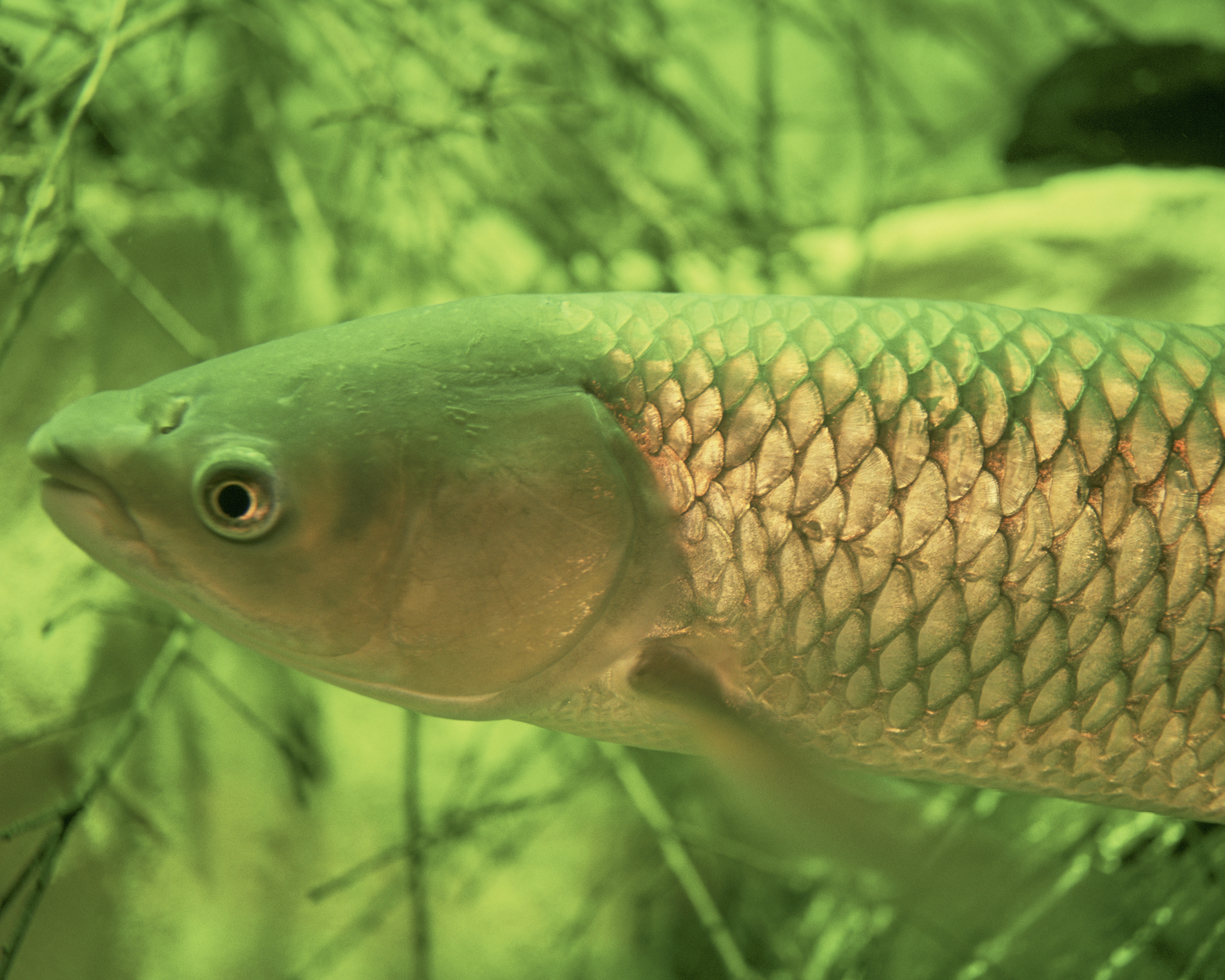
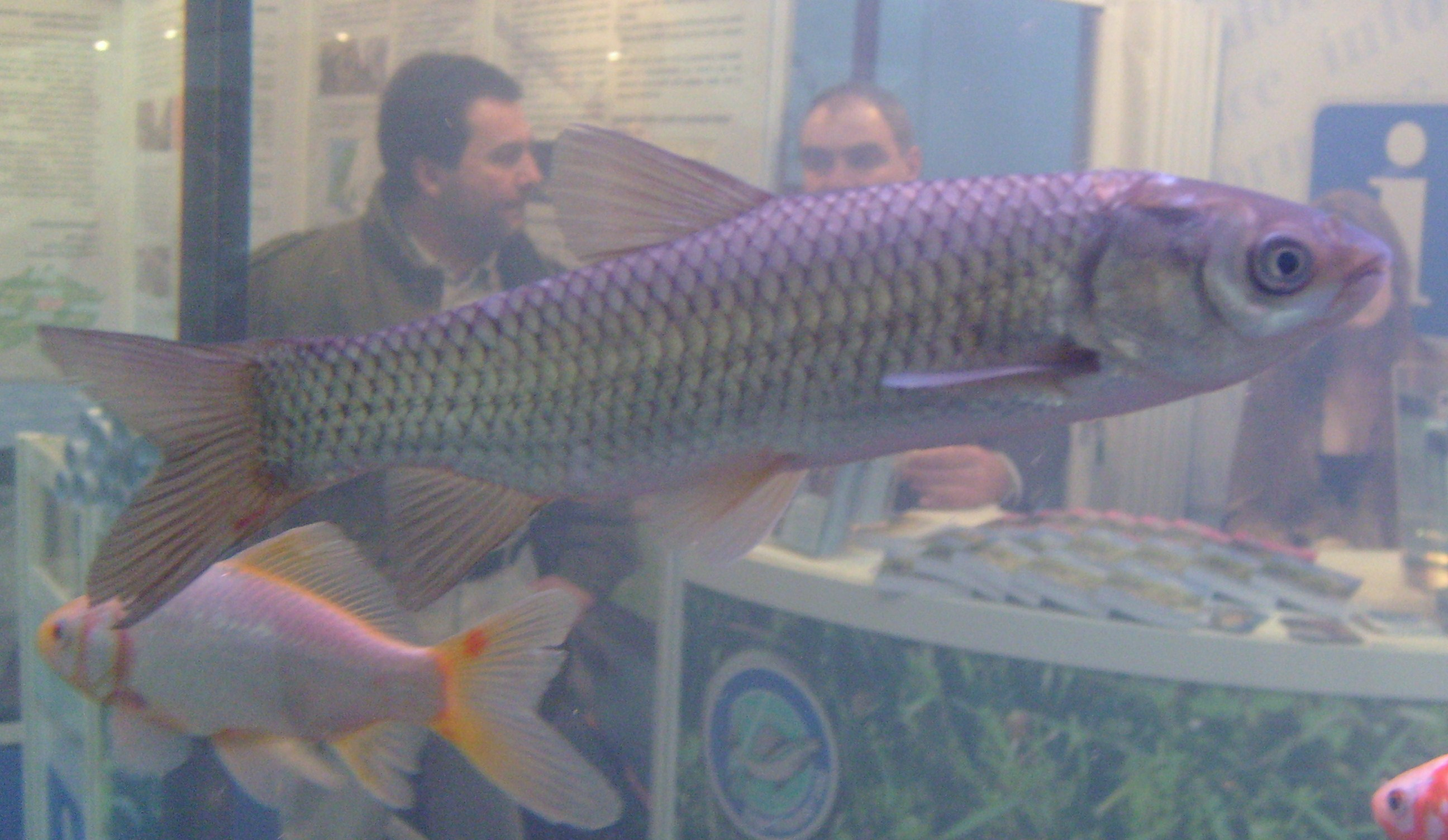
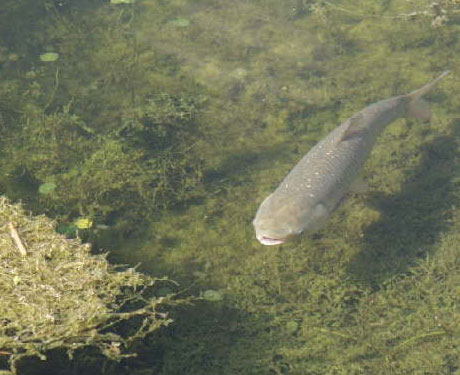
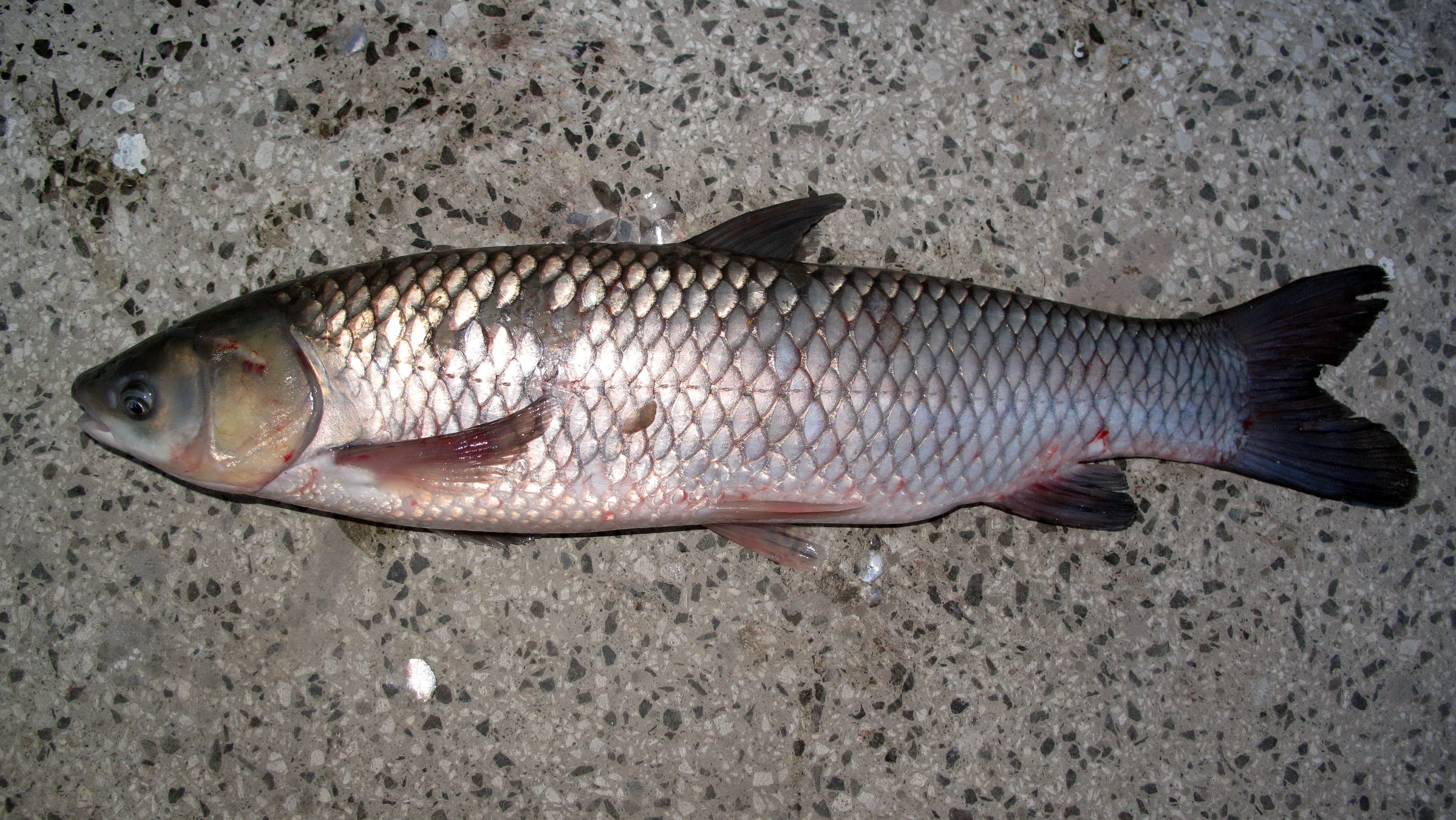
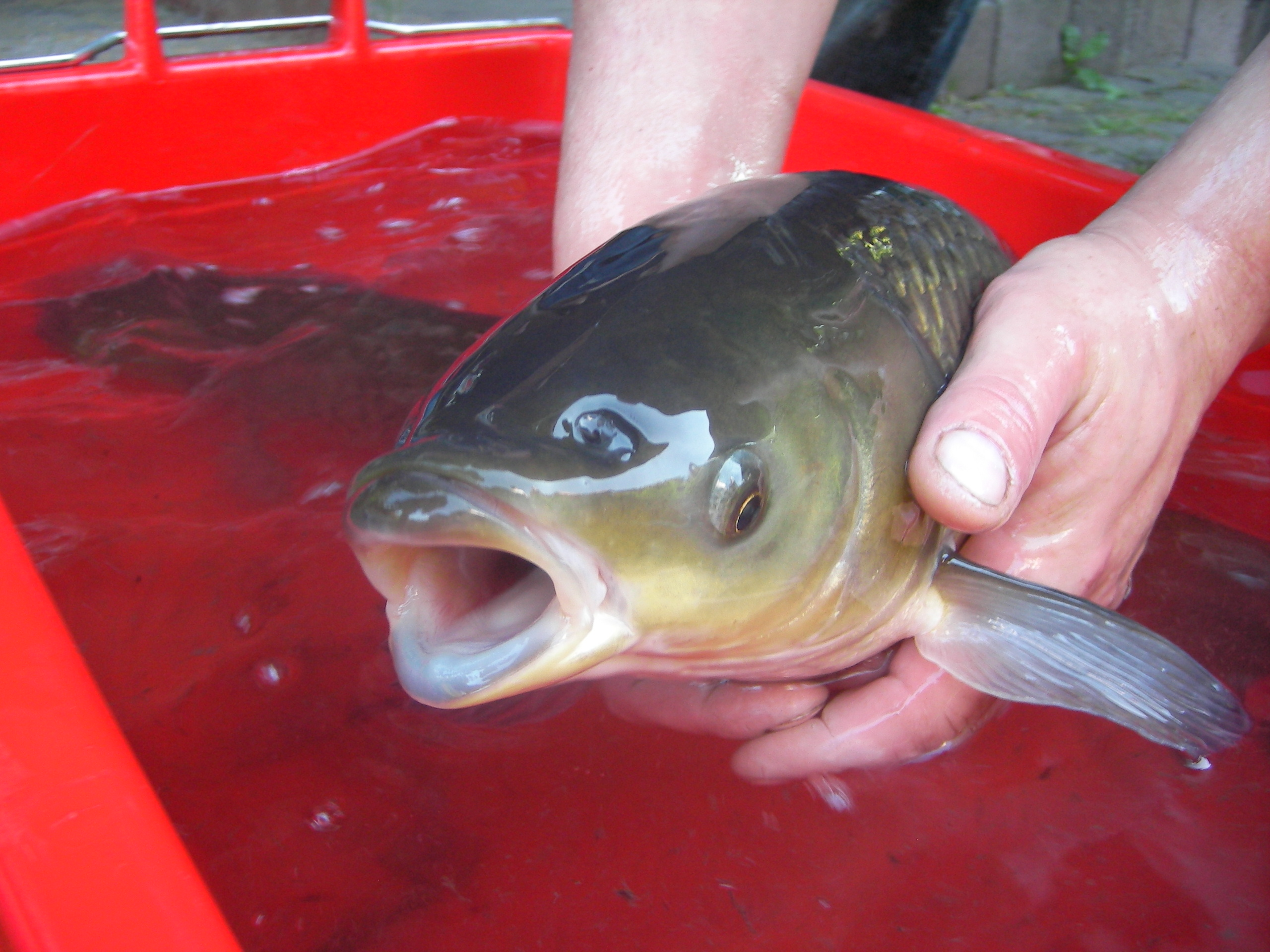

## Systématique
Le nom valide complet (avec auteur) de ce taxon est Ctenopharyngodon idella (Valenciennes, 1844).
Ce taxon porte en français les noms vernaculaires ou normalisés suivants : Amour blanc,, Carpe amour,, Carpe herbivore, Chinoise, carpe de roseau.
Ctenopharyngodon idella a pour synonymes :
- Ctenopharingodon idella (Valenciennes, 1844)

- Ctenopharingodon idellus (Valenciennes, 1844)

- Ctenopharygodon idella (Valenciennes, 1844)

- Ctenopharyngodon idellos (Valenciennes, 1844)

- Ctenopharyngodon idellus (Valenciennes, 1844)

- Ctenopharyngodon laticeps Steindachner, 1866

- Leuciscus idella Valenciennes, 1844

- Leuciscus idellus Valenciennes, 1844

- Leuciscus tschiliensis Basilewsky, 1855

- Pristiodon siemionovii Dybowski, 1877

- Sarcocheilichthys teretiusculus Kner, 1867

#### Publication originale
- Cuvier, G.; Valenciennes, A. (1844). Histoire naturelle des poissons. Tome dix-septième. Suite du livre dix-huitième. Cyprinoïdes. 17(487-519): i-xxiii + 1-497 + 2 pp.